# Juan José Medina
Juan José Medina (fl. XIX secolo) è stato un politico paraguaiano.
Fu presidente della Giunta provvisoria del Paraguay dal 22 gennaio 1841 al 9 febbraio 1841.